# Calosoma sycophanta
Calosoma sycophanta là một loài bọ cánh cứng mặt đất bản địa châu Âu. Năm 1905, nó được du nhập vào New England để kiểm soát bướm đêm Gypsy. Loài này ăn nhiều loài sâu khác nhau ở giai đoạn ấu trùng và con lớn.

## Hình ảnh

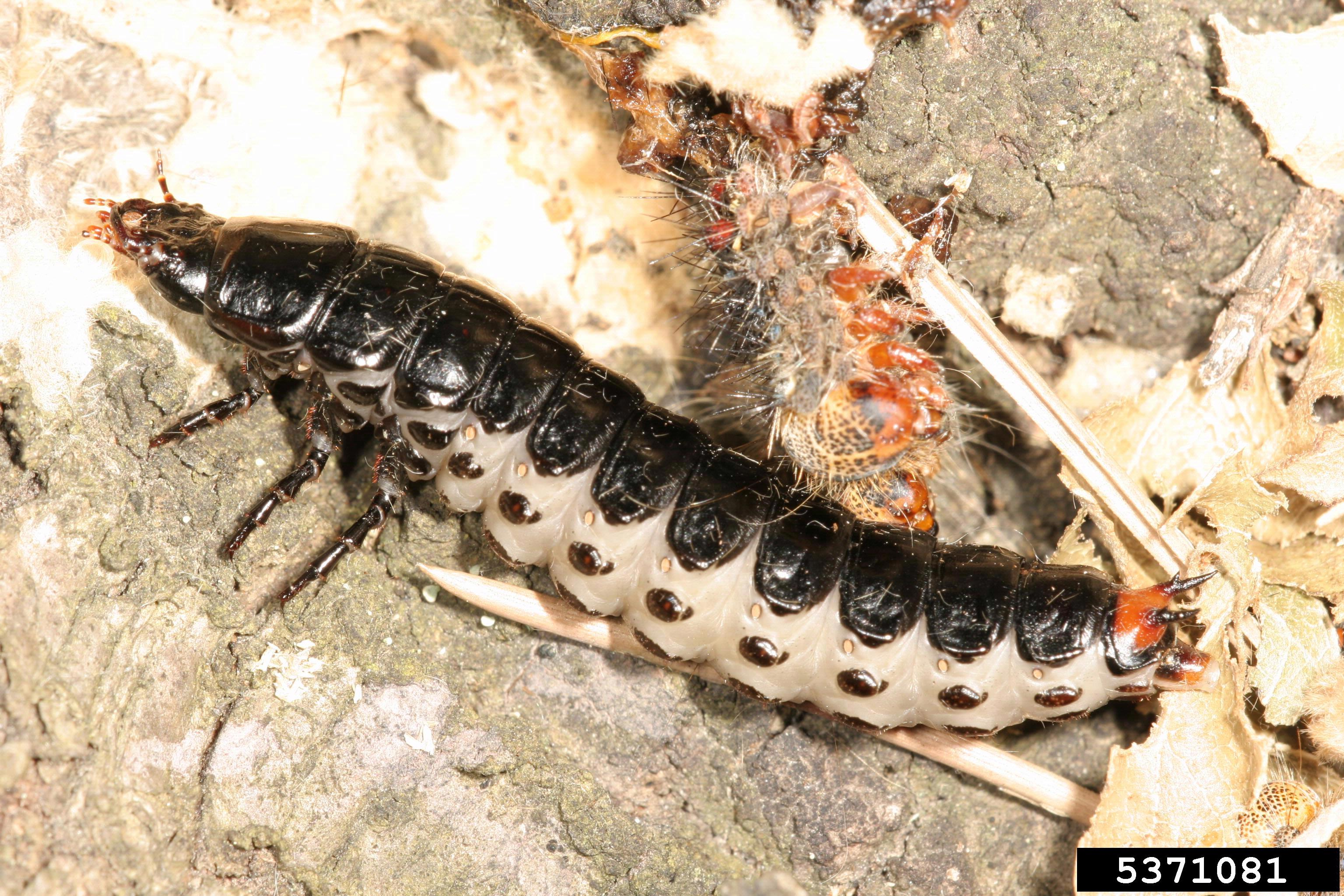
Ấu trùng
Con bọCon bọ
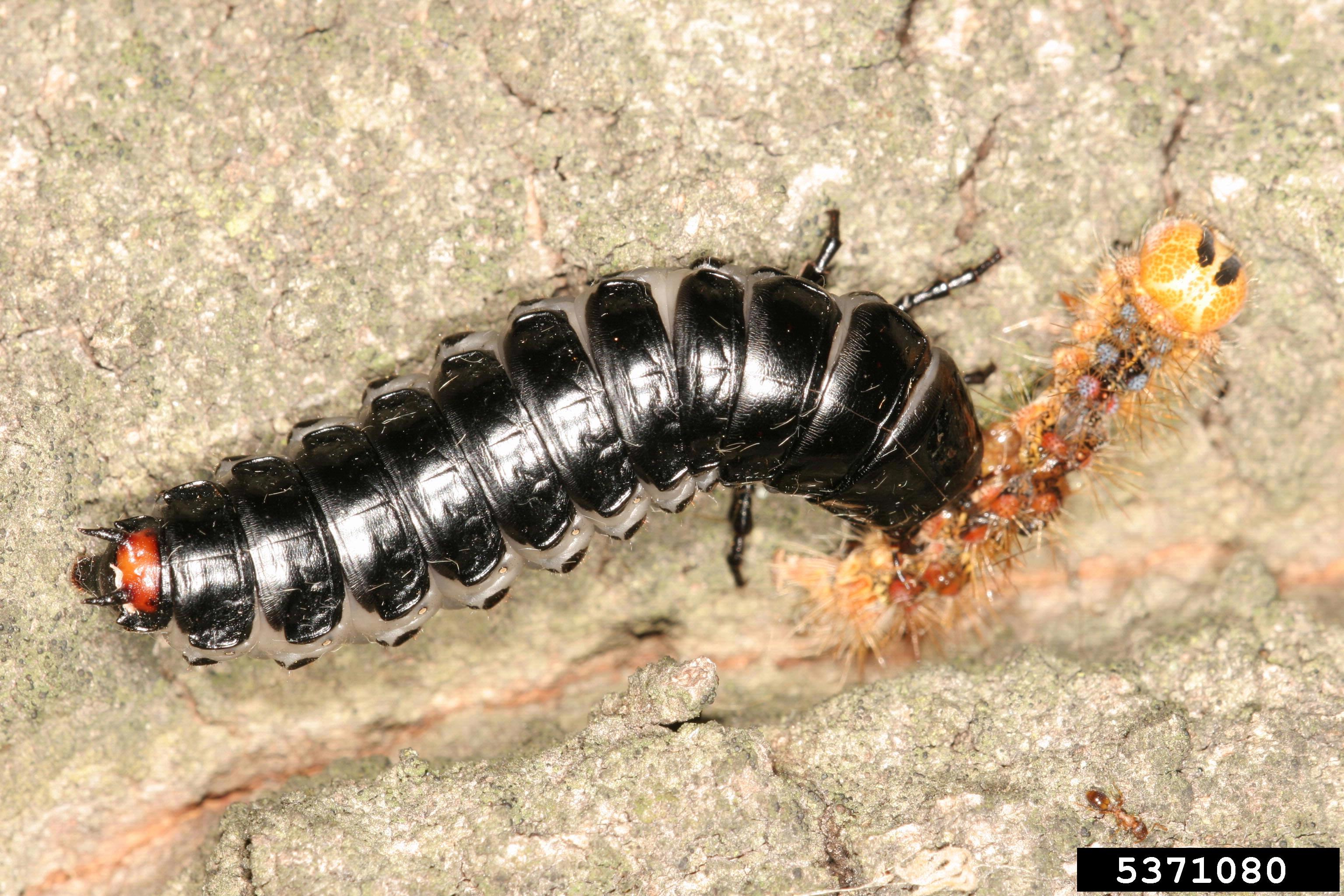
Ấu trùng Calosoma sycophanta ăn ấu trùng Lymantria dispar